# Psolidium planum
Psolidium planum is een zeekomkommer uit de familie Psolidae.
De wetenschappelijke naam van de soort werd in 1941 gepubliceerd door Elisabeth Deichmann.